# 907 (číslo)
Devět set sedm je přirozené číslo. Římskými číslicemi se zapisuje CMVII a řeckými číslicemi ϡζʹ. Následuje po čísle devět set šest a předchází číslu devět set osm.

## Matematika
907 je:
- Deficientní číslo
- Prvočíslo
- Šťastné číslo

## Astronomie
- (907) Rhoda je planetka hlavního pásu, kterou objevil v roce 1918 Max Wolf

## Roky
- 907
- 907 př. n. l.